# Detaljerna (roman)
Detaljerna är en roman av den svenska författaren Ia Genberg, utgiven på Weyler förlag 2022.
För romanen tilldelades Genberg Augustpriset för årets skönlitterära bok 2022.

## Bakgrund
Genberg har i intervjuer berättat att hon började skriva romanen under påsken 2020, då hon drabbades av feber i samband med covid-pandemin. Hon påmindes då om ett minne av en person som hon känt för länge sedan och började skriva om henne utifrån den upplevelsen. Personen motsvaras i romanen av figuren Johanna, som utgör det första av berättelsens fyra porträtt.
Kärlek är ett centralt tema i romanen, men också tidens gång och dess påverkan på en människa. Genberg ville därför "att varje kapitel skulle ha en båge mellan nu och sedan, som att tiden blåser igenom en situation."

## Handling
En kvinna ser tillbaka på sitt liv genom fyra personer som en gång stod henne nära: Johanna, Niki, Alejandro och Birgitte. Genom minnen av deras relationer tecknas en bild av både henne själv och den tid hon levde i. Detaljerna är en roman om hur möten påverkar människan och hur små ögonblick kan stanna kvar långt efter att människorna har försvunnit ur vårt liv.

## Mottagande
Romanen blev väl mottagen av kritikerna.
I DN skrev Maria Schottenius att Genberg "har ett ovanligt gehör för hur det låter i samhället, även som i det här fallet, hur det lät för mer än tjugo år sedan. Och hon är rolig, smart, skarp i stilen. Genomskådande och tämligen rå."
I Aftonbladet skrev Inga-Lina Lindqvist: "Vardagliga händelser skildras i all sin komplexitet med existentiella och ja, politiska dimensioner. Romanen bjuder in läsaren till den typ av igenkänning där man får upp ögonen för sin egen vardag och för de djup som just den rymmer."
Annina Rabe hoppades i sin recension för Expressen att romanen skulle bli Genbergs genombrott: "Hela boken är ett försök att närma sig ramen för ett liv via alla detaljerna, både de viktiga och de mindre viktiga. Ia Genberg gör det lågmält och med en tunn hinna av melankoli som ibland bryts av med humor, även om den är mer dämpad här än i hennes tidigare böcker. Att beskriva sådant som gått förlorat är ett återkommande tema hos henne, men hon har aldrig gjort det så intelligent och konsekvent som här."
Ulrika Milles knöt i sin recension för SVT an till den pågående covid-pandemin och kallade romanen för "pandemilitteratur at its finest – såhär går många av oss kalejdoskopiskt igenom våra liv i skuggan av kyrkogårdar och karantän just nu. I framtiden kommer vi att läsa den här romanen historiskt – också. Vild, skön och med människokännedom i varje detalj."

## Priser och utmärkelser
För Detaljerna tilldelades Genberg Augustpriset för årets skönltiterära bok 2022, med motiveringen: "I Detaljerna blir en glödande feber en portal till det förflutna och de relationer som en gång betydde allt – i ett liv som inte längre finns. Med vemod, precision och lågmäld humor skriver Ia Genberg fram de skärvor som skapar en människa, och låter sin röst ljuda med omisskännlig klang. I den exakta känslan för de små detaljerna blir en hel värld levande."
Romanen nominerades också, i översättning av Kira Josefsson, till det internationella Bookerpriset 2024, med motiveringen: "In exhilarating, provocative prose, Ia Genberg reveals an intimate and powerful celebration of what it means to be human."